# Großer Preis von Europa 2009
Der Große Preis von Europa 2009 (offiziell 2009 Formula 1 Telefónica Grand Prix of Europe) fand am 23. August auf dem Valencia Street Circuit in Valencia statt und war das elfte Rennen der Formel-1-Weltmeisterschaft 2009.

## Berichte

### Hintergrund
Nach dem Großen Preis von Ungarn führte Jenson Button in der Fahrerwertung mit 18,5 Punkten vor Mark Webber und mit 23 Punkten vor Sebastian Vettel. In der Konstrukteurswertung führte Brawn-Mercedes mit 15,5 Punkten vor Red Bull-Renault und mit 74 Punkten vor Ferrari.
Das Renault-Team mit Lokalmatador Fernando Alonso hätte an diesem Rennen nicht teilnehmen dürfen, weil es nach dem Vorfall in Ungarn, bei dem sich ein nicht korrekt montierter Reifen am Wagen von Alonso auf der Strecke gelöst hatte, für ein Rennen suspendiert worden war. Allerdings wurde in der Berufungsverhandlung am 17. August die Strafe auf 50.000 US-Dollar reduziert, sodass Renault starten durfte.
Vor dem Rennwochenende gab es zwei Fahrerwechsel: Bei Renault wurde Nelson Piquet jr durch Romain Grosjean ersetzt. Außerdem sollte Michael Schumacher nach fast drei Jahren seine Rückkehr in der Formel 1 feiern und als Ersatz des im Qualifying zum Großen Preis von Ungarn verletzten Felipe Massa einspringen, musste aber verletzungsbedingt absagen. Daher ersetzte Luca Badoer Massa und gab nach fast zehn Jahren mit seinem 50. Grand Prix sein Comeback.
Kimi Räikkönen bestritt seinen 150. Grand Prix.
Mit Alonso (zweimal) und Rubens Barrichello (einmal) traten zwei ehemalige Sieger zu diesem Grand Prix an.

### Training

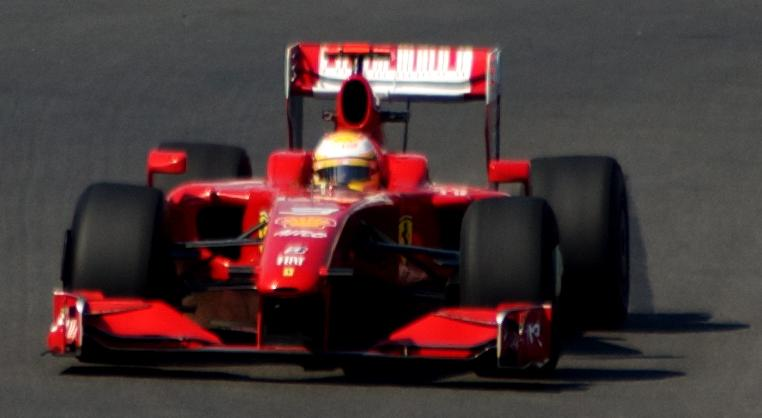
Luca Badoer bei seinem Comeback

Im ersten freien Training meldete sich Brawn-Pilot Barrichello an der Spitze des Feldes zurück. Hinter ihm folgten die McLaren-Piloten Heikki Kovalainen und Lewis Hamilton.
Im zweiten freien Training fuhr Alonso die schnellste Rundenzeit vor den WM-Führenden Button und Barrichello.
Im dritten freien Training gab es eine längere Unterbrechung, nachdem Vettels Rennwagen nach einem Motorschaden Öl verloren hatte. Die schnellste Runde erzielte Adrian Sutil im Force-India, der hiermit für eine Überraschung sorgte. Auf Platz zwei und drei folgten Kazuki Nakajima und Robert Kubica. Badoer sorgte im Freitagtraining für einen ungewöhnlichen Rekord, als er viermal in der Boxengasse das Tempolimit überschritten hatte, wofür er verwarnt wurde.

### Qualifying
Das Qualifying bestand aus drei Teilen mit einer Nettolaufzeit von 45 Minuten. Im ersten Qualifying-Segment (Q1) hatten die Fahrer 18 Minuten Zeit, um sich für das Rennen zu qualifizieren. Alle Fahrer, die im ersten Abschnitt eine Zeit erzielten, die maximal 107 Prozent der schnellsten Rundenzeit betrug, qualifizierten sich für den Grand Prix. Die besten 15 Fahrer erreichten den nächsten Teil. Button war Schnellster. Giancarlo Fisichella, Nakajima, Jarno Trulli, Jaime Alguersuari und Badoer schieden aus. Ferrari-Ersatzmann Badoer wurde mit fast 1,5 Sekunden Rückstand auf den vor ihm platzierten Alguersuari Letzter.
Der zweite Abschnitt (Q2) dauerte 15 Minuten. Die schnellsten zehn Piloten qualifizierten sich für den dritten Teil des Qualifyings. Barrichello fuhr nun die schnellste Runde. Nick Heidfeld, Sutil, Timo Glock, Grosjean und Sébastien Buemi schieden aus.
Der letzte Abschnitt (Q3) ging über eine Zeit von zwölf Minuten, in denen die ersten zehn Startpositionen vergeben wurden. Hamilton fuhr die Bestzeit und sicherte sich so seine insgesamt vierzehnte Karriere-Pole, die erste der Saison und die erste seit dem Großen Preis von China 2008. Hinter ihm starteten sein Teamkollege Kovalainen und der Brawn-Pilot Barrichello. Auf den ersten drei Startplätzen standen somit nur Rennwagen, die mit Motoren von Mercedes-Benz angetrieben wurden.

### Rennen
Nach dem Start blieben die ersten drei Plätze unverändert. Räikkönen verbesserte sich nach einem guten Start auf den vierten Platz. Der WM-Führende Button hatte einen schlechteren Start und lag nach wenigen Kurven auf dem neunten Platz. Badoer verbesserte sich vom letzten Platz startend auf den 14. Platz, behielt diesen aber nicht lange, da Grosjean seinen Ferrari von hinten berührte. Badoer drehte sich, musste aber im Gegensatz zu Grosjean nicht an die Boxengasse. Darüber hinaus waren Glock und Buemi in eine Kollision verwickelt, die sie zu einem Reparaturstopp zwang. Webber beschwerte sich über den Boxenfunk über ein Überholmanöver von Button, der ihm nach dem Schneiden einer Schikane überholt hatte. Wenig später ging Webber an Button vorbei, wobei unklar ist, ob Button Webber vorbeigelassen hatte oder nicht.

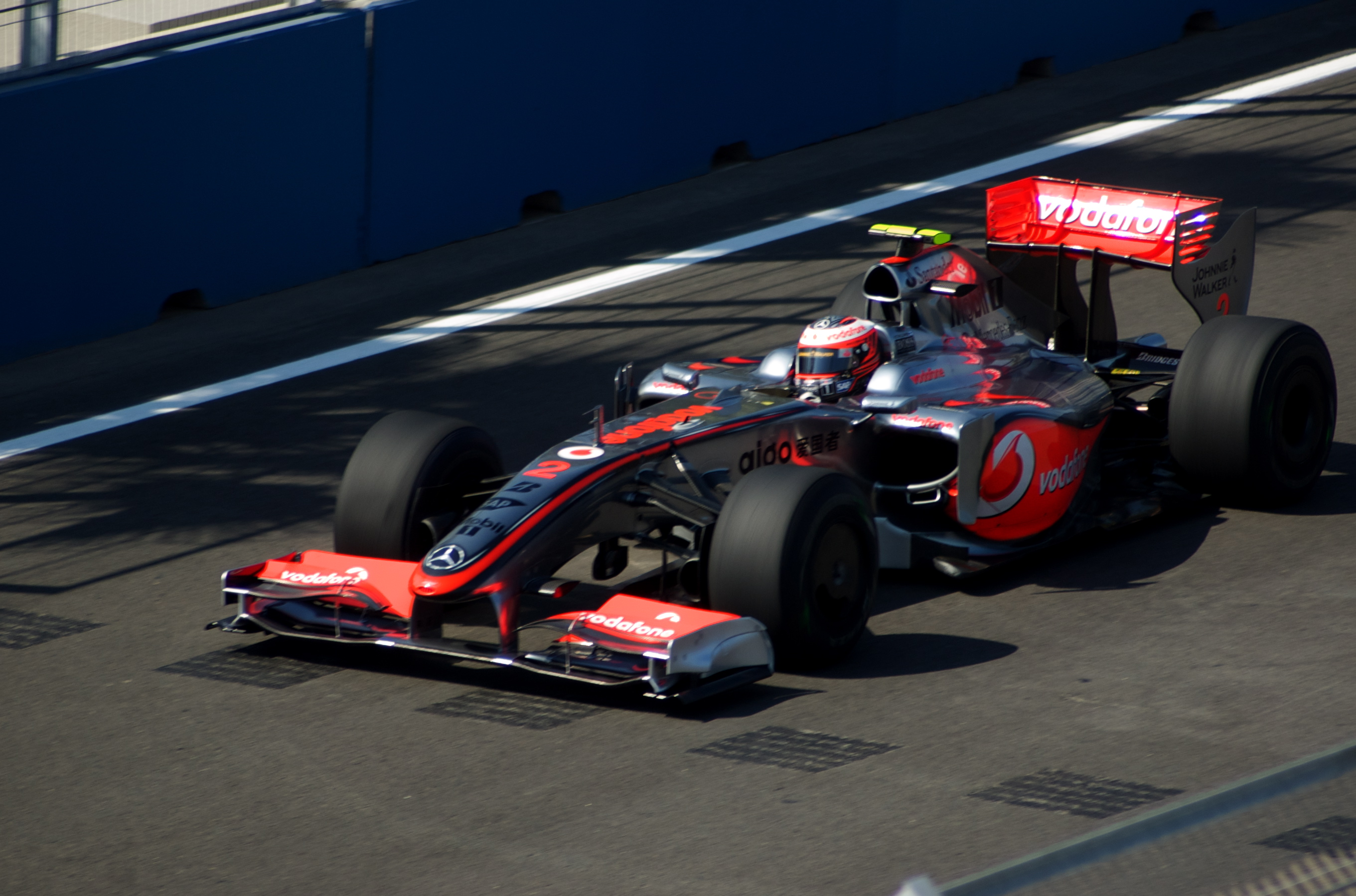
Heikki Kovalainen wurde Vierter

In der 15. Runde absolvierten mit Hamilton und Vettel die ersten Fahrer den Boxenstopp. Hamilton kam als Sechster zurück auf die Strecke, während sein Teamkollege Kovalainen die Führung übernahm. Da Vettel bei seinem Boxenstopp Probleme mit der Benzinzufuhr hatte, musste er eine Runde später erneut in die Box kommen, um das Auto aufzutanken. Nach einer Führungsrunde kam Kovalainen in die Box und gab die Führung an Barrichello ab, der mit schnellen Rundenzeiten versuchte, weiter nach vorne zukommen. Button und Räikkönen absolvierten ihren Boxenstopp in der 18. Runde. Der Finne kam auf Platz acht, Button auf Platz elf zurück auf die Strecke. Barrichello kam eine Runde später hinter Hamilton zurück und verkürzte den Rückstand auf Hamilton. Darüber hinaus konnte er Kovalainen hinter sich lassen. In der 24. Runde musste Vettel das Rennen nach einem weiteren Motorschaden beenden. Vor dem zweiten Boxenstopp gelang es Hamilton nicht, Barrichello deutlicher von sich zu distanzieren.
Hamiltons zweiter Boxenstopp verlief nicht wie geplant: Während Hamilton schon in der Box stand, mussten die Mechaniker noch die Reifen auspacken und so verlor der Brite wichtige Sekunden. Barrichello, der noch drei weitere Runden fahren konnte, lag nach dem Boxenstopp vor Hamilton und sicherte sich somit die Führung. Auch Kovalainen verlor beim Boxenstopp eine Position und wurde von seinem Landsmann Räikkönen überholt. Webber verlor, obwohl er später in die Box kam, seinen siebten Platz und wurde von Button und Kubica überholt.
Zum Rennende versuchte Hamilton sich dem führenden Brawn von Barrichello zu nähern, doch diese Versuche waren nicht erfolgreich. Barrichello gewann schließlich das Rennen vor Hamilton und Räikkönen. Es war der erste Sieg des Brasilianers seit dem Großen Preis von China 2004.
Beide Red Bull-Piloten konnten keine Punkte holen und so verbesserte sich Barrichello auf den zweiten Platz in der Fahrerwertung. Darüber hinaus konnte Brawn den Vorsprung in der Konstrukteurswertung ausbauen.

## Meldeliste
| Team                      | Nr. | Fahrer               | Chassis           | Motor                | Reifen |
| ------------------------- | --- | -------------------- | ----------------- | -------------------- | ------ |
| Vodafone McLaren Mercedes | 01  | Lewis Hamilton       | McLaren MP4-24    | Mercedes-Benz 2.4 V8 | B      |
| Vodafone McLaren Mercedes | 02  | Heikki Kovalainen    | McLaren MP4-24    | Mercedes-Benz 2.4 V8 | B      |
| Scuderia Ferrari Marlboro | 03  | Luca Badoer          | Ferrari F60       | Ferrari 2.4 V8       | B      |
| Scuderia Ferrari Marlboro | 04  | Kimi Räikkönen       | Ferrari F60       | Ferrari 2.4 V8       | B      |
| BMW Sauber F1 Team        | 05  | Robert Kubica        | BMW Sauber F1.09  | BMW 2.4 V8           | B      |
| BMW Sauber F1 Team        | 06  | Nick Heidfeld        | BMW Sauber F1.09  | BMW 2.4 V8           | B      |
| ING Renault F1 Team       | 07  | Fernando Alonso      | Renault R29       | Renault 2.4 V8       | B      |
| ING Renault F1 Team       | 08  | Romain Grosjean      | Renault R29       | Renault 2.4 V8       | B      |
| Panasonic Toyota Racing   | 09  | Jarno Trulli         | Toyota TF109      | Toyota 2.4 V8        | B      |
| Panasonic Toyota Racing   | 10  | Timo Glock           | Toyota TF109      | Toyota 2.4 V8        | B      |
| Scuderia Toro Rosso       | 11  | Jaime Alguersuari    | Toro Rosso STR4   | Ferrari 2.4 V8       | B      |
| Scuderia Toro Rosso       | 12  | Sébastien Buemi      | Toro Rosso STR4   | Ferrari 2.4 V8       | B      |
| Red Bull Racing           | 14  | Mark Webber          | Red Bull RB5      | Renault 2.4 V8       | B      |
| Red Bull Racing           | 15  | Sebastian Vettel     | Red Bull RB5      | Renault 2.4 V8       | B      |
| AT&T Williams             | 16  | Nico Rosberg         | Williams FW31     | Toyota 2.4 V8        | B      |
| AT&T Williams             | 17  | Kazuki Nakajima      | Williams FW31     | Toyota 2.4 V8        | B      |
| Force India F1 Team       | 20  | Adrian Sutil         | Force India VJM02 | Mercedes-Benz 2.4 V8 | B      |
| Force India F1 Team       | 21  | Giancarlo Fisichella | Force India VJM02 | Mercedes-Benz 2.4 V8 | B      |
| Brawn GP Formula 1 Team   | 22  | Jenson Button        | Brawn BGP 001     | Mercedes-Benz 2.4 V8 | B      |
| Brawn GP Formula 1 Team   | 23  | Rubens Barrichello   | Brawn BGP 001     | Mercedes-Benz 2.4 V8 | B      |

Anmerkungen
1. ↑  Die Startnummern 18 und 19 wurden wegen des Rückzugs des Honda-Teams nicht vergeben. Das Nachfolgeteam Brawn GP bekam als Neuling traditionell die letzten Startnummern, das Team Force India rückte aus Marketinggründen nicht auf.

## Klassifikationen

### Qualifying
| Pos. | Fahrer               | Konstrukteur         | Q1       | Q2       | Q3       | Start |
| ---- | -------------------- | -------------------- | -------- | -------- | -------- | ----- |
| 01   | Lewis Hamilton       | McLaren-Mercedes (K) | 1:38,649 | 1:38,182 | 1:39,498 | 01    |
| 02   | Heikki Kovalainen    | McLaren-Mercedes (K) | 1:38,816 | 1:38,230 | 1:39,532 | 02    |
| 03   | Rubens Barrichello   | Brawn-Mercedes       | 1:39,019 | 1:38,076 | 1:39,563 | 03    |
| 04   | Sebastian Vettel     | Red Bull-Renault     | 1:39,295 | 1:38,273 | 1:39,789 | 04    |
| 05   | Jenson Button        | Brawn-Mercedes       | 1:38,531 | 1:38,601 | 1:39,821 | 05    |
| 06   | Kimi Räikkönen       | Ferrari (K)          | 1:38,843 | 1:38,782 | 1:40,144 | 06    |
| 07   | Nico Rosberg         | Williams-Toyota      | 1:39,039 | 1:38,346 | 1:40,185 | 07    |
| 08   | Fernando Alonso      | Renault              | 1:39,155 | 1:38,717 | 1:40,236 | 08    |
| 09   | Mark Webber          | Red Bull-Renault     | 1:38,983 | 1:38,625 | 1:40,239 | 09    |
| 10   | Robert Kubica        | BMW Sauber           | 1:38,806 | 1:38,747 | 1:40,512 | 10    |
| 11   | Nick Heidfeld        | BMW Sauber           | 1:39,032 | 1:38,826 | –        | 11    |
| 12   | Adrian Sutil         | Force India-Mercedes | 1:39,145 | 1:38,846 | –        | 12    |
| 13   | Timo Glock           | Toyota               | 1:39,459 | 1:38,991 | –        | 13    |
| 14   | Romain Grosjean      | Renault              | 1:39,322 | 1:39,040 | –        | 14    |
| 15   | Sébastien Buemi      | Toro Rosso-Ferrari   | 1:38,912 | 1:39,514 | –        | 15    |
| 16   | Giancarlo Fisichella | Force India-Mercedes | 1:39,531 | –        | –        | 16    |
| 17   | Kazuki Nakajima      | Williams-Toyota      | 1:39,795 | –        | –        | 17    |
| 18   | Jarno Trulli         | Toyota               | 1:39,807 | –        | –        | 18    |
| 19   | Jaime Alguersuari    | Toro Rosso-Ferrari   | 1:39,925 | –        | –        | 19    |
| 20   | Luca Badoer          | Ferrari (K)          | 1:41,413 | –        | –        | 20    |

Anmerkungen
(K) = Rennwagen mit KERS

### Rennen
| Pos. | Fahrer               | Konstrukteur         | Runden | Stopps | Zeit        | Start | Schnellste Runde |
| ---- | -------------------- | -------------------- | ------ | ------ | ----------- | ----- | ---------------- |
| 01   | Rubens Barrichello   | Brawn-Mercedes       | 57     | 2      | 1:35:51,289 | 03    | 1:38,990 (39.)   |
| 02   | Lewis Hamilton       | McLaren-Mercedes (K) | 57     | 2      | + 2,358     | 01    | 1:39,056 (57.)   |
| 03   | Kimi Räikkönen       | Ferrari (K)          | 57     | 2      | + 15,994    | 06    | 1:39,207 (39.)   |
| 04   | Heikki Kovalainen    | McLaren-Mercedes (K) | 57     | 2      | + 20,032    | 02    | 1:39,341 (56.)   |
| 05   | Nico Rosberg         | Williams-Toyota      | 57     | 2      | + 20,870    | 07    | 1:39,329 (52.)   |
| 06   | Fernando Alonso      | Renault              | 57     | 2      | + 27,744    | 08    | 1:39,494 (46.)   |
| 07   | Jenson Button        | Brawn-Mercedes       | 57     | 2      | + 34,913    | 05    | 1:38,874 (46.)   |
| 08   | Robert Kubica        | BMW Sauber           | 57     | 2      | + 36,667    | 10    | 1:39,374 (55.)   |
| 09   | Mark Webber          | Red Bull-Renault     | 57     | 2      | + 44,910    | 09    | 1:39,528 (50.)   |
| 10   | Adrian Sutil         | Force India-Mercedes | 57     | 2      | + 47,935    | 12    | 1:39,622 (36.)   |
| 11   | Nick Heidfeld        | BMW Sauber           | 57     | 2      | + 48,822    | 11    | 1:39,704 (53.)   |
| 12   | Giancarlo Fisichella | Force India-Mercedes | 57     | 1      | + 1:03,614  | 16    | 1:40,111 (53.)   |
| 13   | Jarno Trulli         | Toyota               | 57     | 1      | + 1:04,527  | 18    | 1:39,941 (52.)   |
| 14   | Timo Glock           | Toyota               | 57     | 3      | + 1:26,519  | 13    | 1:38,683 (55.)   |
| 15   | Romain Grosjean      | Renault              | 57     | 3      | + 1:31,774  | 14    | 1:39,428 (41.)   |
| 16   | Jaime Alguersuari    | Toro Rosso-Ferrari   | 56     | 2      | + 1 Runde   | 19    | 1:40,935 (29.)   |
| 17   | Luca Badoer          | Ferrari (K)          | 56     | 3      | + 1 Runde   | 20    | 1:40,590 (52.)   |
| 18   | Kazuki Nakajima      | Williams-Toyota      | 54     | 2      | + 3 Runden  | 17    | 1:39,747 (53.)   |
| –    | Sébastien Buemi      | Toro Rosso-Ferrari   | 42     | 2      | DNF         | 15    | 1:41,042 (37.)   |
| –    | Sebastian Vettel     | Red Bull-Renault     | 24     | 2      | DNF         | 04    | 1:39,992 (13.)   |

Anmerkungen
(K) = Rennwagen mit KERS

## WM-Stände nach dem Rennen
Die ersten acht des Rennens bekamen 10, 8, 6, 5, 4, 3, 2 bzw. 1 Punkt(e).

### Fahrerwertung
| Pos. | Fahrer             | Konstrukteur     | Punkte |
| ---- | ------------------ | ---------------- | ------ |
| 01   | Jenson Button      | Brawn-Mercedes   | 72,0   |
| 02   | Rubens Barrichello | Brawn-Mercedes   | 54,0   |
| 03   | Mark Webber        | Red Bull-Renault | 51,5   |
| 04   | Sebastian Vettel   | Red Bull-Renault | 47,0   |
| 05   | Nico Rosberg       | Williams-Toyota  | 29,5   |
| 06   | Lewis Hamilton     | McLaren-Mercedes | 27,0   |
| 07   | Kimi Räikkönen     | Ferrari          | 24,0   |
| 08   | Jarno Trulli       | Toyota           | 22,5   |
| 09   | Felipe Massa       | Ferrari          | 22,0   |
| 10   | Timo Glock         | Toyota           | 16,0   |
| 11   | Fernando Alonso    | Renault          | 16,0   |
| 12   | Heikki Kovalainen  | McLaren-Mercedes | 14,0   |

| Pos. | Fahrer               | Konstrukteur         | Punkte |
| ---- | -------------------- | -------------------- | ------ |
| 13   | Nick Heidfeld        | BMW Sauber           | 6,0    |
| 14   | Robert Kubica        | BMW Sauber           | 3,0    |
| 15   | Sébastien Buemi      | Toro Rosso-Ferrari   | 3,0    |
| 16   | Sébastien Bourdais   | Toro Rosso-Ferrari   | 2,0    |
| 17   | Giancarlo Fisichella | Force India-Mercedes | 0,0    |
| 18   | Adrian Sutil         | Force India-Mercedes | 0,0    |
| 19   | Kazuki Nakajima      | Williams-Toyota      | 0,0    |
| 20   | Nelson Piquet jr.    | Renault              | 0,0    |
| 21   | Jaime Alguersuari    | Toro Rosso-Ferrari   | 0,0    |
| 22   | Romain Grosjean      | Renault              | 0,0    |
| 23   | Luca Badoer          | Ferrari              | 0,0    |

### Konstrukteurswertung
| Pos. | Konstrukteur     | Punkte |
| ---- | ---------------- | ------ |
| 01   | Brawn-Mercedes   | 126,0  |
| 02   | Red Bull-Renault | 98,5   |
| 03   | Ferrari          | 46,0   |
| 04   | McLaren-Mercedes | 41,0   |
| 05   | Toyota           | 38,5   |

| Pos. | Konstrukteur         | Punkte |
| ---- | -------------------- | ------ |
| 06   | Williams-Toyota      | 29,5   |
| 07   | Renault              | 16,0   |
| 08   | BMW Sauber           | 9,0    |
| 09   | Toro Rosso-Ferrari   | 5,0    |
| 10   | Force India-Mercedes | 0,0    |